# Pretarouca
Pretarouca is een plaats (freguesia) in de Portugese gemeente Lamego en telt 103 inwoners (2001).